# Impressão

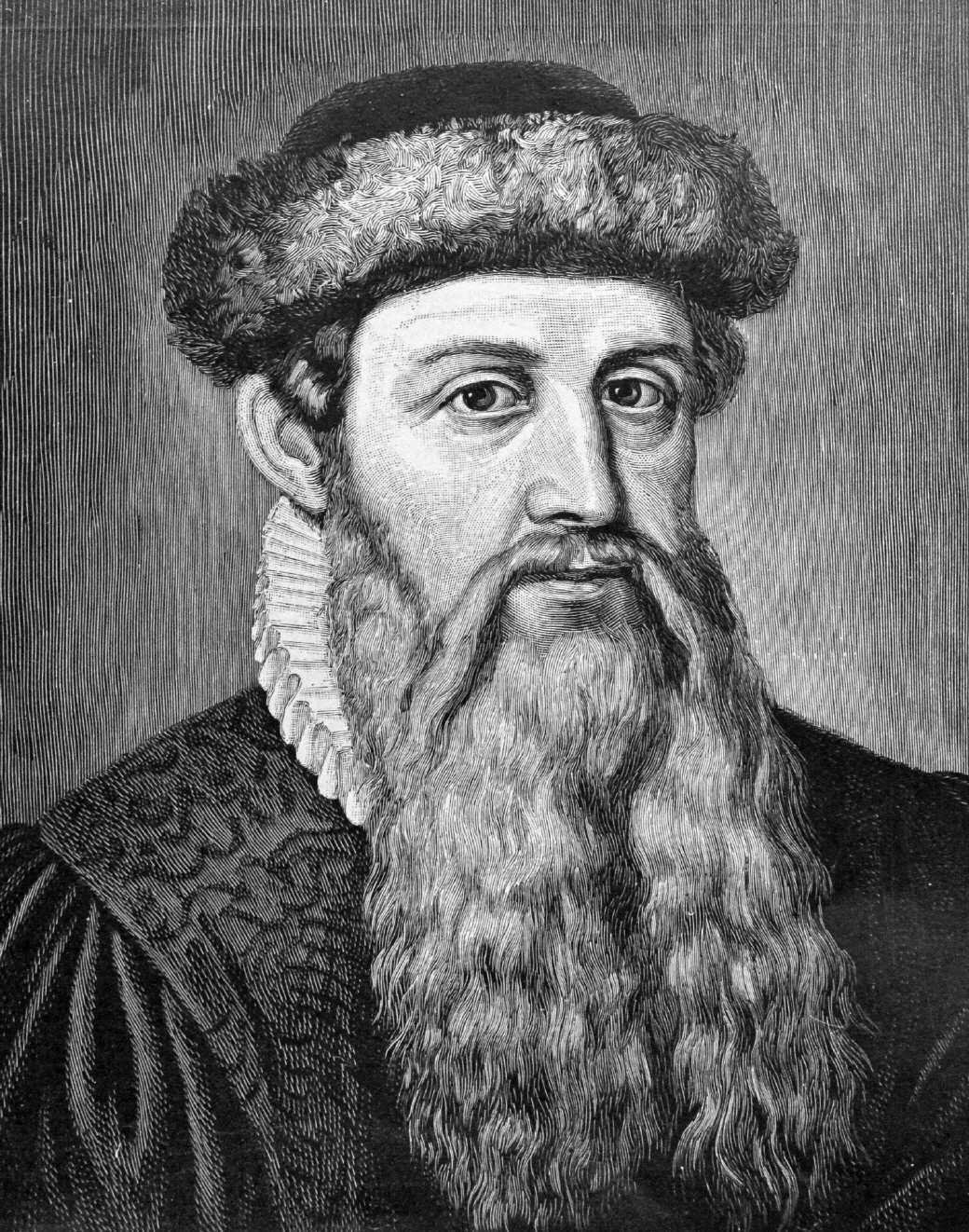
Johannes Gutenberg, o pai da imprensa moderna.

Impressão é a tarefa ou atividade de transferir para um suporte material qualquer (papel, tecido, plástico, acetato, madeira, etc.) um determinado conteúdo ou conjunto de signos (letras, palavras, textos, figuras) armazenados em um formato digital para fins de comunicação.
A partir da impressão podem vir a público: fotografias, jornais, revistas, livros, cartas, documentos, fôlderes, entre outras peças gráficas.
Para executar uma impressão é necessário o uso de algum tipo de impressora, um aparelho eletrônico que transfere as informações binárias para uma superfície física através de variados recursos como laser e tinta. Os objetos virtuais também podem ser impressos em três dimensões, processo que se chama prototipagem rápida.

## Métodos, processos e sistemas
Quando um projeto gráfico deve ser impresso em uma impressora comercial, será muito importante definir, antes mesmo do início do projeto enquanto arquivo digital, qual será o sistema de impressão e o tipo de papel em que esse projeto será impresso.
Não só por questões de orçamentos, mas também por questões intimamente ligadas à estrutura interna do arquivo. Para discutir estas questões procure a gráfica de sua preferência e exponha as características principais do projeto (tiragem, tamanho final, número de cores etc.), para que ela possa auxiliá-lo numa escolha mais adequada do sistema de impressão e tipo de papel.
Existem vários sistemas de impressão, cada um mais adequado ao tipo de aplicação: offset, flexografia, serigrafia, tampografia, impressão digital, etc.
A utilização de cada um vai depender de alguns fatores, tais como: o tipo de suporte (papel, plástico, adesivo, etc.), a qualidade estética final do material impresso, a resistência do material, a tiragem, etc.

### Offset
É um dos sistemas mais utilizados pelas gráficas, devido à alta qualidade e ao baixo custo que oferece, principalmente para grandes quantidades. É um sistema de impressão indireto, conforme a palavra original inglesa, baseado na repulsão tinta-água.
Os processos de impressão exigem a confecção de fotolitos e as subsequentes chapas de impressão (matrizes). Atualmente, existe também o offset digital, que dispensa o uso dos fotolitos, também chamado de processo direto para a chapa (direct to plate ou computer to plate).
O sistema offset permite o uso de várias cores, retículas uniformes ou variáveis, de modo que as cópias obtidas podem ser de alta qualidade.
As máquinas offset podem ser planas ou rotativas, sendo que as rotativas servem para grandes tiragens e as planas para médias e baixas tiragens.
As impressoras podem variar o número de tintas que imprimem simultaneamente: existem impressoras offset que imprimem apenas uma cor e aquelas que imprimem até dez cores automaticamente (ciano, magenta, amarelo, preto e mais seis cores especiais).

### Flexografia
Um sistema de impressão em alto-relevo a partir de matrizes de borracha (foto-polímero), confeccionadas a partir de arquivos digitais à laser ou fotolitos.
As características da flexografia permitem impressão sobre vários tipos de materiais, além do papel (plásticos, laminados, poliéster, plásticos em geral, papéis para presentes, tecidos, papelão ondulado etc).

### Permeografia
O processo de impressão permeográfica é um tipo de impressão realizada com uso de uma tela permeável (ou perfurada) chamada de matriz ou molde. Onde os elementos  (caracteres e figuras) a serem impressos em uma superfície são formados por áreas permeáveis da tela, usado na serigrafia e no pochoir.

### Serigrafia
É um dos mais antigos processos de impressão, sendo bastante artesanal do tipo impressão permeográfica, onde os elementos a serem impressos, chamados de gravura planográfica, são colocados em uma tela preparada manualmente (a matriz permeável).
É um dos processos mais flexíveis pois pode ser realizado na maioria dos materiais existentes na terra; hoje é um processo muito usado no acabamento de produtos gráficos, nas indústrias do ramo automobilístico, elétrico, eletrônico (painéis, placas de circuito impresso, computadores, teclados, etc.), construção civil, comunicação urbana, indústria têxtil, produção artística, e outros. Atualmente, o seu processo é totalmente automatizado.
Dos fotolitos, as imagens são gravadas por processo fotográfico em telas sintéticas especiais revestidas com uma finíssima camada impermeável às tintas; as regiões gravadas com a imagem são permeáveis às tintas, ao contrário do resto da tela, que permanece impermeável; cada tela é fixada numa moldura rígida e posicionada sobre a superfície a ser impressa.

### Tampografia
É um sistema indireto de impressão que utiliza um clichê em baixo relevo. A imagem é transferida da matriz para o suporte através de uma peça de silicone denominado tampão. O tampão pode ter diferentes formatos, o que, aliado a sua flexibilidade, permite a impressão em superfícies irregulares, tais como: côncavas, convexas e em degraus (não planas).
Atualmente utiliza-se em concorrência com a serigrafia no campo da estamparia de objetos tridimensionais.
Aplicações típicas incluem brinquedos, relógios, eletrodomésticos, vidrarias, brindes, pratos, teclas de computador, painéis de aparelhos eletrônicos, canetas, e outros.

### Estampa quente
É um sistema semelhante à tipografia (matriz de impressão - clichês - é dura e plana, normalmente de metal, na qual grafismo a ser impressa está em alto-relevo), porém o clichê não recebe tinta, sendo apenas aquecido e pressionado sobre uma tira de material sintético revestida de uma finíssima camada metálica.
Quando a camada metálica é pressionada pelo clichê quente, desprende-se da fita e adere à superfície do material a ser impresso.
Esse sistema é utilizado para imprimir pequenos detalhes, produzindo efeitos metalizados.
O processo de Hot Stamping é muito utilizado em trabalhos monográficos, trabalhos escolares, e arquivos.
A impressão em Hot Stamping pode ser feita em livros de capa dura, ou mesmo em outro tipo de material, como papelão, calçados, ou artigos de couro.

### Digital
Em produção gráfica, a impressão digital é um método de impressão no qual a imagem é gerada partir da entrada de dados digitais direto do computador para a impressora, além de possuir a flexibilidade de atender demandas menores (baixas tiragens).
Dispensa o uso de fotolitos e é feita em copiadoras coloridas (para pequenas tiragens até 200 cópias), plotters (para impressão de grandes formatos), impressoras de provas digitais e também as chamadas de impressoras digitais que imprimem grandes tiragens sem fotolitos.
Ao longo do tempo a impressão digital foi ganhando espaço no mercado gráfico, conseguindo a mesma qualidade e durabilidade das impressões "off-set" e permitindo praticamente todos os acabamentos e encadernações. Os desafios da impressão digital estão focados em reduzir os custos para a popularização de seu uso. Algumas gráficas de vanguarda aprimoraram o seu uso com a técnica de impressão híbrida, parte do material é produzido no tradicional off-set e outra em processo de impressão digital, permitindo um impresso de altíssima qualidade e aplicações de personalizações, tanto de texto quanto imagens. Os altos investimentos feitos por empresas como Xerox, Canon, HP, Kodak, Konica Minolta em tecnologias e processos de impressão digital sob demanda faz com que sistema de impressão digital cresça em torno de 20% acima do que a impressão gráfica convencional offset no mercado.

### Direto para o filme
As empresas de impressão enfrentaram nos últimos anos exigências enormes da parte dos seus clientes, os quais requeriam maior rapidez e flexibilidade nos ciclos de produção, tiragens menores, e ainda um serviço permanente de 24 horas.
Consequentemente, os impressores necessitavam de uma maior automatização na sala de impressão, a fim de aumentarem a agilidade no processo. Neste período, surgiram os birôs de serviço, pequenas empresas especializadas em pré-impressão e fotolitagem. Essas empresas investiram em processos de automatização de fluxos de trabalho através da tecnologia Computer-to-Film.
Na gravação direta para o filme (fotolito) geralmente feito de acetato, a manipulação dos arquivos, a imposição das páginas e o complexo universo dos clientes que fornecem informações digitais fazem do filme um meio ideal para chegar a qualquer impressora já que se adequa a uma grande variedade de chapas e máquinas. Ao término do processo uma máquina digital de tecnologia laser chamada imagesetter gera os fotolitos de páginas.
Além disso, esse processo permite que permaneça nas mãos do impressor a manipulação e a substituição de um fotolito/chapa de impressão se necessário, no momento da impressão.
A imposição manual dos filmes já existentes (geralmente na publicidade) faz do filme a forma mais econômica de realizar esse processo. Essa é uma etapa no caminho para o CTP ou quase um passo obrigatório para as pequenas e médias empresas.
As principais vantagens são:
- Aberto ao uso do formato PS ou PDF.
- A qualidade e a repetitibilidade são fatores garantidos.
- Baixo custo em caso de erro.
- Insumos conhecidos, químicos e filmes com processamento automatizado.
- Incorporação do gerenciamento de cor para uma reprodução mais fiel das cores.
- Maior velocidade na produção de filmes devido ao aprimoramento dos fluxos de trabalho e à atualização dos equipamentos.
- Possibilidade de produzir filmes em poliéster.
- Totalmente compatível com sistemas digitais de provas de imposição e de cor.

### Direto para a chapa
O processo se baseia na conversão da informação digital, arquivos contendo textos e imagens em chapas para impressão.
O processo ocorre sem a necessidade de geração de fotolitos, e se utiliza da tecnologia a laser para gravação das chapas a partir de uma máquina digital chamada platesetter.
Conhecido no mercado como CTP (computer-to-plate) ou DTP (direct-to-plate), e tem como conceito e objetivo principal, eliminar o uso de fotolitos, dispensando os processos de montagem manual.
Os filmes (fotolitos) antes montados em bases de astralon (página a página, cor a cor) são montados em computadores, a partir de arquivos digitais e com softwares específicos para imposição das páginas.
As chapas de polímero possuem base de alumínio com tratamento anodizado. Este tratamento oferece uma melhor aderência da camada de foto-polímero, proporcionando uma maior tiragem e um perfeito equilíbrio entre água e tinta. A emulsão da chapa possui alta sensibilidade ao laser, oferecendo também alta resistência na impressão.
- Armazenamento: semelhante às chapas do processo convencional, não necessitando de ambiente climatizado;
- Tiragem: após a exposição e revelação da chapa de polímero é possível obter 200 000 impressões antes de passarem pelo forno. Após o forneamento pode se chegar a 1 000 000 de impressões, o que representa uma tiragem muito maior do que a obtida com o processo convencional;
- Variações de ponto: a tecnologia de gravação em fotopolímero em conjunto com a alta definição ótica de uma Platesetter, é garantida uma definição de ponto de 175 lpi com uma resolução de 2 540 dpi, permitindo a reprodução de pontos que variam de 2% a 99%.

Por ser um processo totalmente eletrônico e informatizado (digital), proporciona as seguintes vantagens:
- redução de custo com a eliminação do uso de fotolito, e a diminuição de lixo produzido, o que aponta para uma tecnologia ecologicamente responsável;
- menor tempo de produção;
- aumento na qualidade do produto final.

### Direto para a impressão
Um novo sistema de produção, o computer-to-press, está por ser implantado nos grandes centros industriais. Com ele, será o fim do uso da chapa, com a emissão das páginas diagramadas diretamente para a rotativa da gráfica.
Este sistema ainda não é utilizado em grande escala, sendo empregado principalmente na produção de peças para ponto de venda, tais como: displays, banners e back-lights. Seu uso pode se estender para cenários, adesivos e imantados.
Com este enfoque, o computer-to-press se enquadra principalmente como sendo uma tecnologia de impressão digital para Mídia Externa e Ponto de Venda.
Entretanto, é uma tecnologia muito nova, que está passando por um período de adaptação para a impressão em grande escala. Um exemplo desse esforço é o offset digital.
Para os próximos anos, acredita-se que a tecnologia já deva ser empregada principalmente na editoria de livros, revistas, periódicos e jornais.